# Ludi taurii
Els Ludi Taurii (també escrit: Ludi Taurei o més rarament Taurilia) van ser un dels jocs romans que se celebraven a l'antiguitat en honor dels dii inferi, els déus del món subterrani. No formaven part dels jocs celebrats amb regularitat dins del calendari romà, sinó que eren rituals de caràcter expiatori per apaivagar la ira d'aquests déus.

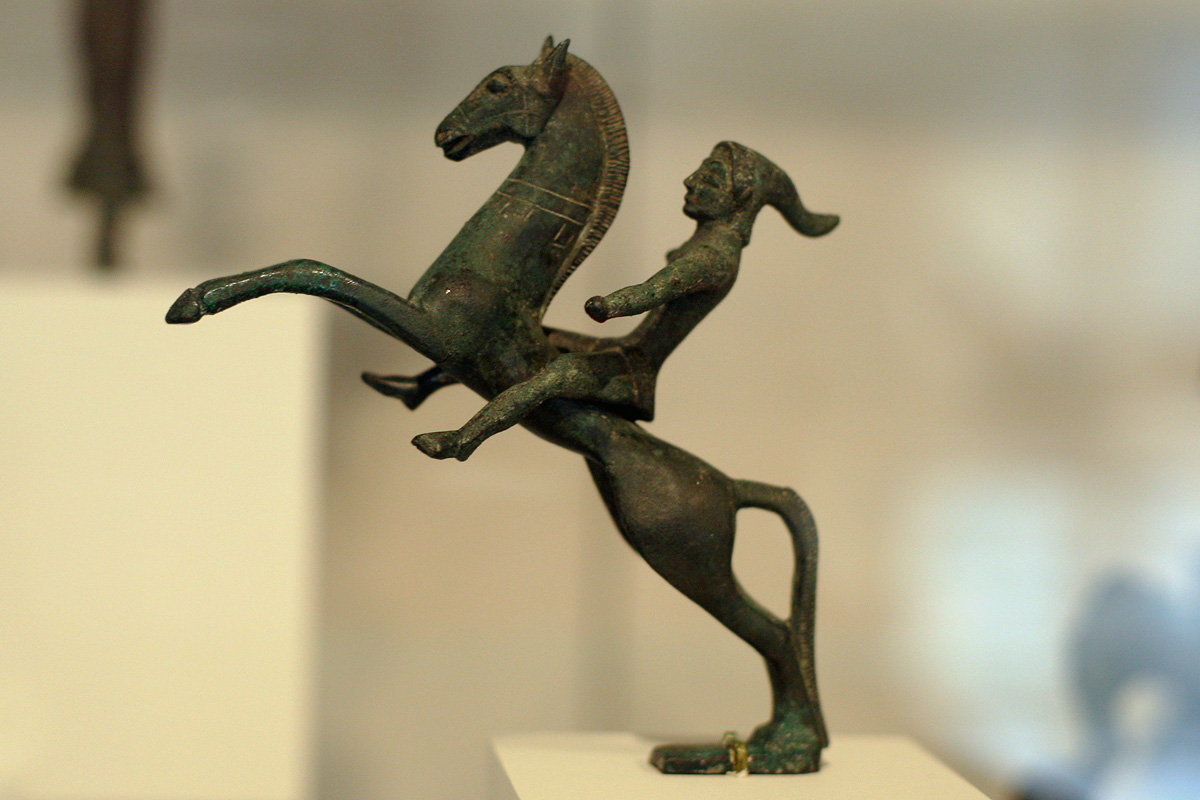
Figura de bronze etrusca. Segons els historiadors antics els ludi taurrii eren espectacles amb cavalls de tipus purificador, d'influència etrusca.

## Ocasions en què es van celebrar
Hi ha notícia que es van celebrar l'any 186 aC i van durar dos dies. L'historiador Varró en parla a la seva obra d'uns ludi taurii que van tenir lloc a finals de l'època republicana. En temps de l'emperador Antoní Pius es van organitzar cada cinc anys, en el període entre l'any 140 i el 160, la temporada per la data començava l'endemà dels idus de maig fins a les calendes de juny. Alguns autors han extrapolat que, com la resta de lustrum (rituals de purificació), els Ludi Taurii es devien celebrar regularment cada cinc anys, mentre que altres opinen que la regularitat marcada per Antoní Pius, no implica que passés així en totes les èpoques, ja que no hi ha cap altra font que ho confirmi. Amb l'escassetat d'informació al respecte només es pot assegurar que els ludi taurii tenien importància dins del context de religiositat impulsat pels emperadors August i Antoní Pius.

## Confusió amb elsludi saeculares
Els ludi taurii podien ser: curses de cavalls o amb menor freqüència curses de carros al voltant de dos pals indicadors (metae). Als llibres d'història del segle xix es van confondre sovint amb els arcaics Ludi Tarentini, els quals havien sigut substituïts pels Ludi Saeculares. Les curses amb cavalls amb l'objectiu de cercar el favor dels déus de l'inframón era una característica dels rituals més antics celebrats pels romans, entre els quals estava la Consuàlia i l'Equus October. Els llocs per aquelles celebracions arcaiques estaven dins el camp de Mart: el Trigarium o el Tarentum (d'on van adquirir el nom els ludi tarentini); mentre que els Ludi Taurii sempre es van celebrar al Circ Flamini.

## Etimologia
Segons Sext Pompeu Fest i Servi Maure Honorat aquests jocs eren de procedència etrusca i el nom derivava de la paraula tauru, («tomba»). També el disseny dels pals per girar (metae) emprats als jocs romans derivaven dels monuments funeraris que feien els etruscs. No obstant, hi ha dues etimologies alternatives: Varró proposa que ve de la paraula llatina taurus («bou»). i Servi Maure de la paraula taurea,(«sacrifici estèril»).

## Origen i significació
Tant Pompeu Fest com Servi Maure deien que tradicionalment s'havia fixat l'origen d'aquests jocs en el període de la monarquia, concretament en temps del rei Tarquini el Superb.

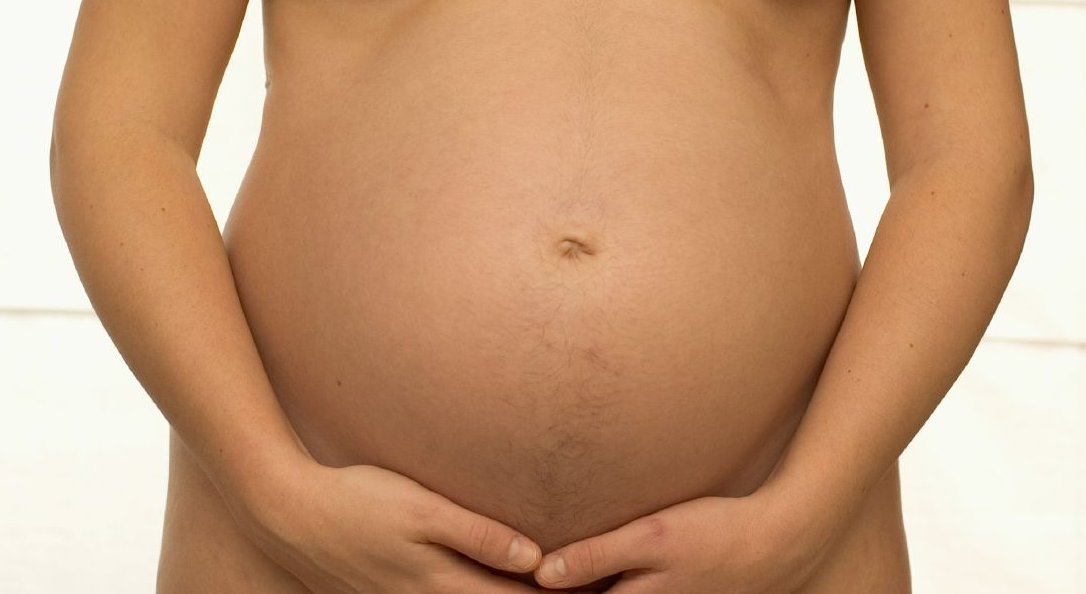
Sembla que l'origen dels ludi taurii va ser una malaltia que va afectar les dones embarassades.

Narren que es van celebrar per primera vegada per acabar amb una epidèmia (magna pestilentia), que pensaven venia causada per la ira dels dii inferi, els déus del món subterrani i amb els jocs en honor d'aquestes divinitats esperaven apaivagar el càstig. Sembla que aquella epidèmia va afectar especialment a les dones embarassades i es va originar per la ingestió de la carn d'un bou que s'havia sacrificat als déus, però potser no de la manera correcta, motiu pel qual eren castigats. Les dones embarassades van donar a llum nens morts o mal formats i es va buscar remei ex libris fatalibus, és a dir d'un llibre sagrat que tant podria ser els llibres sibil·lins com ser la Disciplina Etrusca, un conjunt de textos del mateix estil. És per això que Servi Maure va proposar que el nom d'aquests jocs podia venir de la paraula taurea,(«sacrifici estèril»), ja que hostia era la paraula emprada per dir «sacrifici, víctima sacrificial».
Servi Maure diu que hi havia una altra versió que feia els sabins responsables d'haver demanat que s'instituïssin aquests jocs en resposta a una epidèmia donant als jocs el seu caràcter de víctima expiatòria oferida als déus.
Pompeu Fest va donar una explicació de per què Varró havia proposat que el nom dels ludi taurii vingués de la paraula taurus, "bull," («bou»), que s'ha conservat de forma fragmentària al Codex Farnesianus. En la reconstrucció del text feta per J.J. Scaliger es desprèn que els joves, sota la direcció d'un entrenador, participaven en rituals gimnàstics efectuats sobre una pell de bou, els quals podrien ser comparables als que es fan en l'actualitat sobre un llit elàstic. Aquest punt de vista no ha tingut molta acceptació, però podria estar relacionat amb aquells parts amb nens mal formats, ja que eren uns exercicis gimnàstics per demostrar la salut dels joves i la seva capacitat per saltar i caure sense fer-se mal. Ritualment el fet de saltar sobre una pell de bou podria ser una representació amb mímica de la recollida d'un nounat lliurat de manera segura.
Els ludi taurii de l'any 186 aC, narrats breument per Titus Livi, es van celebrar per religionis causa i van ser el preàmbul dels jocs oferits per Marc Furi Nobílior en compliment d'una prometença feta durant la guerra Romano-Síria. Aquesta va ser la primera vegada que a Roma es va fer una venatio. A causa de la proximitat entre els dos esdeveniments, Georg Wissowa creu que Livi va fer servir incorrectament la paraula decem («nombre deu») quan diu que els decemviri van ser els encarregats de fer els sacrificis. Un decemvir era una mena de jutge, però Livi probablement volia dir decem vir («deu homes») referint-se al col·legi de sacerdots format per deu homes («flamen»).
Alguns autors van aventurar que l'adjectiu taurii implicaria que en aquests jocs es feien espectacles amb bous, ja fos a l'estil dels actuals jocs de saltar el bou (molt populars en algunes regions de França i que es feien des de l'antiguitat en algunes cultures mediterrànies) o bé a l'estil de les actuals curses de braus (molt populars en algunes zones d'Espanya). Això és degut al fet que els ludi taurii esmentats per Titus Livi els situa en una data immediatament després de l'arribada de la notícia d'una victòria de l'exèrcit romà a Hispània, però llevat d'això no hi ha res més que serveixi de base a aquesta teoria.